# So Medieval
So Medieval es el álbum debut de la banda británica de indie rock Blue Bendy, lanzado el 12 de abril de 2024, a través del sello discográfico The State51 Conspiracy. El álbum emplea letras irónicas para explorar temas como la moralidad y el miedo existencial. Su género general es ambiguo, siendo descrito de diversas formas como art rock y post-punk, y algunas canciones encajan en géneros como indie barroco y post-rock. Recibió críticas generalmente positivas de los críticos.

## Antecedentes y lanzamiento
Blue Bendy comenzó en 2017 después de que el vocalista Arthur Nolan y el guitarrista Joe Nash se mudaran a Londres desde Scunthorpe. Originalmente hacían música post-punk pero pronto se inclinaron más hacia el pop. Su primer EP, Motorbike, fue lanzado en 2022. Pitchfork lo describió como «rock monólogo» y «indie-pop con palmas».
So Medieval se lanzó el 12 de abril de 2024. Fue precedido por los sencillos «Cloudy», «Mr. Bubblegum», «Come On Baby, Dig!» y «The Day I Said You'd Died (He Lives)».

## Estilo y composición
So Medieval sigue una narrativa suelta sobre cómo el narrador se dedica a su banda después de una ruptura. Según NME, el estilo lírico del álbum es «irónico» y «aborda el miedo existencial de nuestra vida diaria». Hay referencias a la cultura pop a través del álbum, incluida una referencia al personaje de Kendall Roy de Succession en la canción «I'm Sorry I Left Him To Bleed». Pitchfork elogió el «absurdo inexpresivo» de las letras que hablan de «halloumi crudo, un audiolibro de Fórmula Uno y [...] 'sagas de shitposting'». El álbum en su conjunto aborda temas como la riqueza y la moralidad.
Los críticos no se han puesto de acuerdo sobre el género de So Medieval. Pitchfork describe el álbum como d indie rock y art rock, mientras que NME lo describe como post-punk. La canción principal abre con un «indie barroco delicado», y «Cloudy» ha sido descrita como post-rock. El propio Nolan afirmó que «el género está muerto en lo que a nosotros respecta. Este álbum trata sobre la muerte de la pureza, la aceptación de los contrastes y de que todo es un gran crisol de culturas». Se utilizan muchos instrumentos a lo largo del álbum, incluidos teclados, sintetizadores, y guitarras.

## Recepción crítica
So Medieval ha recibido críticas generalmente positivas de los críticos. En una reseña para NME, Max Pilley describió el álbum como «impulsado por el anhelo, riffs melódicos, pero la sensación de un cataclismo inminente nunca está lejos», mientras que Roisin O'Connor de The Independent escribió que «nunca se siente desordenado, a pesar de su profunda cacofonía de instrumentos». En una reseña para DIY, Daisy Carter afirmó que So Medieval «se deleita en su alcance», describiendo la canción «Darp» como un «número ondulante, liderado por la guitarra, que progresa con el poder constante de una ola creciente» y su seguimiento «Darp 2 / Exorcism» como «una expansión exponencial que ve a dicha ola finalmente romperse en un crescendo conmovedor y catártico». La reseña de The Line of Best Fit realizada por Marshall Grace resume la letra como «como un audiolibro durante un accidente automovilístico» y le dio al álbum un 8/10, que también fue la puntuación otorgada por Clash y Pitchfork. Tanto NME como DIY le dieron al álbum cuatro estrellas de cinco.

## Listado de canciones
Todas las letras escritas por Arthur Nolan.
| Lista de canciones de So Medieval |                                        |          |  |
| N.º                               | Título                                 | Duración |  |
| 1.                                | «So Medieval»                          | 3:54     |  |
| 2.                                | «Mr. Bubblegum»                        | 4:29     |  |
| 3.                                | «Darp»                                 | 2:47     |  |
| 4.                                | «Darp 2 / Exorcism»                    | 3:20     |  |
| 5.                                | «I'm Sorry I Left Him To Bleed»        | 2:47     |  |
| 6.                                | «The Day I Said You'd Died (He Lives)» | 3:53     |  |
| 7.                                | «Come On Baby, Dig!»                   | 2:49     |  |
| 8.                                | «Sunny»                                | 1:46     |  |
| 9.                                | «Cloudy»                               | 6:20     |  |
| 10.                               | «Goodnight Bobby»                      | 4:08     |  |
| 36:13                             |                                        |          |  |